# Stalinsche Säuberungen

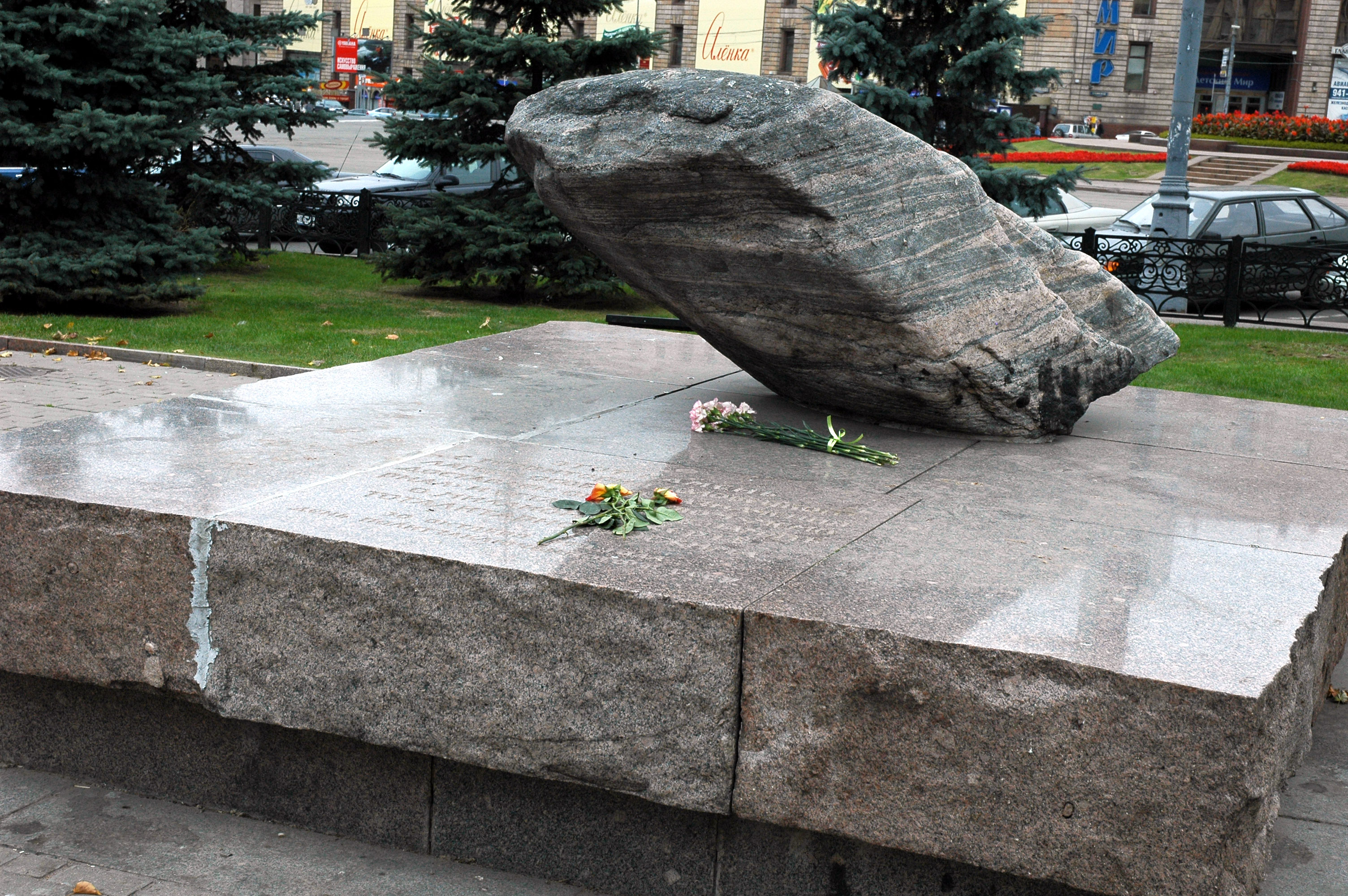
Solowezki-Gedenkstein für die Opfer politischer Unterdrückung am Moskauer Lubjanka-Platz (2006)

Stalinsche Säuberungen (russisch Чистка Tschistka, Plural Чистки Tschistki) waren eine Periode der sowjetischen Geschichte. Aus stalinistischer Sicht politisch „unzuverlässige“ und oppositionelle Personen wurden in dieser Zeit massiv verfolgt und ermordet. Die Gesamtzahl der Opfer ist nicht bekannt und schwer zu verifizieren. Schätzungen von Historikern reichen von einer Million bis 60 Millionen Toten.
Bereits Mitte der 1920er Jahre begann Josef Stalin, echte oder vermeintliche politische Gegner aus der Kommunistischen Partei (KPdSU) ausschließen zu lassen. Später wurden die Betroffenen häufig mit gefälschten Vorwürfen in Schau- und Geheimprozessen zum Tod oder zu Lagerhaft und Zwangsarbeit im Gulag verurteilt. Entsprechende Geständnisse wurden regelmäßig unter Folter erpresst.
Im sogenannten Großen Terror von 1936 bis 1938, auch als „Große Säuberung“ bezeichnet, erreichten die politischen Säuberungen ihren Höhepunkt: In dieser Zeit wurden jeden Tag etwa 1000 Menschen ermordet. Dieser stetige Verlust an Funktionsträgern begann die elementaren Funktionen von Partei, Verwaltung und Armee zu gefährden. So waren in manchen Gebieten sämtliche Parteifunktionäre der KPdSU verhaftet worden. Daher wurde die Intensität der Verfolgung 1938 auf Befehl Stalins reduziert, ohne jedoch eingestellt zu werden.
Eine zweite Säuberungswelle setzte zu Beginn des Jahres 1948 ein. Sie war hauptsächlich gegen Juden in der Sowjetunion gerichtet, die als „wurzellose Kosmopoliten“ denunziert wurden. Die Kampagne führte zunächst zur Auflösung des Jüdischen Antifaschistischen Komitees und zur Hinrichtung jiddischer Intellektueller, bekannt als Nacht der ermordeten Dichter. Sie erreichte ihren Höhepunkt in der sogenannten Ärzteverschwörung und endete abrupt mit Stalins Tod im März 1953.
Zu den Hintergründen und Motiven dieses politisch motivierten Massenmords gibt es in der Forschung zum Teil sehr unterschiedliche Erklärungsansätze, die kontrovers diskutiert werden.

## Hintergrund
Hintergrund waren verschiedene einander ablösende Verschwörungstheorien, unter anderem gegen die Trotzkisten. Ebenso wie ein großer Teil der Gründer der III. Internationale wurden nahezu alle bedeutenden Theoretiker der Vorläuferpartei der KPdSU (erst SDAPR (B), dann KPR (B), später WKP (B)) Opfer dieser Säuberungen. Chefankläger der Moskauer Prozesse von 1936 bis 1938 war der Generalstaatsanwalt der Sowjetunion Andrei Wyschinski.
Außerdem wurde ein Großteil der militärischen Führungsspitze um Marschall Michail Tuchatschewski einer Verschwörung bezichtigt und umgebracht. Auch viele ausländische Kommunisten, die in die Sowjetunion emigriert waren, fielen den Verfolgungen zum Opfer.
Im Jahre 1940 wurde der Hauptverantwortliche für die Durchführung der Säuberungen Nikolai Jeschow (nach ihm wird die Periode auch Jeschowschtschina genannt), der von 1936 bis 1938 Chef des NKWD (Volkskommissariat für innere Angelegenheiten) und Kandidat des Politbüros der WKP(B) gewesen war, ebenso wie bereits sein Vorgänger Genrich Jagoda selbst zum Opfer des stalinistischen Terrors. Sein Nachfolger wurde am 24. November 1938 Lawrenti Beria, der die Säuberungen gemeinsam mit Iwan Serow fortsetzte. Beria wurde 1953 hingerichtet.
Stalins Propaganda, die oft auch von kommunistischen Parteien im Ausland vertreten wurde, rechtfertigte später die Säuberungen als vorbeugende Beseitigung politischer Gegner, die sonst mit dem NS-Staat, mit Japan, mit Polen, mit Finnland oder weiteren angenommenen äußeren Feinden kollaboriert hätten oder als „Klassenfeinde“ gefährlich geworden wären. Einige der Verbrechen Stalins wurden 1956 – gut drei Jahre nach Stalins Tod – in der Geheimrede Chruschtschows auf dem XX. Parteitag der KPdSU enthüllt und verurteilt. Im Zuge der Entstalinisierung wurden zudem Opfer teilweise rehabilitiert.

## Opfer
Stalin ließ nicht nur seine vermeintlichen politischen Gegner, darunter zahlreiche ausländische Kommunisten, die in der Sowjetunion lebten oder vor Verfolgung dorthin emigriert waren, aburteilen. Ethnische Deportationen in der UdSSR betrafen zahlreiche ethnische Minderheiten der Sowjetunion, wie etwa Tschetschenen, Inguschen, Krimtataren oder die Wolgadeutschen, die in die Lager des Gulag und Verbannungsregionen deportiert wurden. Die „Entkulakisierung“ richtete sich gegen „Kulaken“ und willkürlich als solche Deklarierte. Im Rahmen der religionsfeindlichen Politik Stalins fielen Priester und Mönche sowie kirchliche Laien den Säuberungen zum Opfer. Angehörige der Verhafteten blieben durch Sippenhaft nicht verschont. So wurden regelmäßig selbst unpolitische Menschen verhaftet, um das dafür vorgegebene Plansoll zu erfüllen und damit Gefängnisse sowie Straflager zu füllen. Auch Einwohner der Gebiete, die von der Roten Armee besetzt wurden, zählten zu den Opfern – Balten, Polen, Ungarn, Rumänen, Deutsche.

### Straflager
Die Opfer von Stalins Willkür wurden in Arbeitslager (Gulag) gebracht, wo sie unter unmenschlichen Bedingungen Waldarbeiten, Straßenbau, Kanalbau, Eisenbahnbau, Städtebau, Arbeit in Bergwerken sowie Erdarbeiten verrichten mussten. Beispielsweise wurden der Weißmeer-Ostsee-Kanal, Teile der Transsibirischen Eisenbahn sowie Teile der Baikal-Amur-Magistrale von Häftlingen gebaut. Die Lebens- und Arbeitsbedingungen waren äußerst schlecht. Teilweise erhielten die Häftlinge lediglich 300 Gramm und zudem feuchtes Schwarzbrot und einen Teller Brennnesselsuppe am Tag, verfügten auch im Winter nur über leichte Sommerbekleidung und lebten in hölzernen Baracken. Das Plansoll entschied über die Länge des Arbeitstages, der oft mehr als 12 Stunden betrug.
Viele Menschen wurden nach Folterungen exekutiert.

### Anzahl der Opfer
Die Zahl der Menschen, die in den Säuberungen umgekommen sind, ist Gegenstand vieler Streitigkeiten. Frühe Historiker konnten sie nur schätzen, und so gingen die Schätzungen mit einer bis 60 Millionen weit auseinander, je nachdem, wer sie zählte und was als Säuberungen galt.
Seit dem Zusammenbruch der Sowjetunion war es erstmals möglich, Angaben durch dortige Archive zu erhalten. Ihnen wurde entnommen, dass ungefähr 800.000 Gefangene unter Stalin exekutiert worden, 1,7 Millionen im Gulag gestorben und außerdem 389.000 Kulaken während der Umsiedlung umgekommen seien – insgesamt ungefähr drei Millionen Opfer.
Die Debatte geht jedoch weiter, solange einige Historiker diese offiziell bisher herausgegebenen Daten für unzuverlässig halten. Inzwischen ist man sich sicher, dass die Daten unvollständig sind, da über einige Opfergruppen keine sorgfältigen Daten erhoben wurden. Dazu gehören die Opfer von ethnischen Deportationen und die Vertreibung der deutschen Bevölkerung nach dem Zweiten Weltkrieg.
Deshalb vertreten einige Wissenschaftler die Meinung, die Opfer Stalins überschreiten nicht die vier Millionen, während andere glauben, die Zahl liege wesentlich höher. Der russische Schriftsteller Wadim Erlikman stellte beispielsweise folgende Schätzung an:
- 1,5 Millionen exekutiert,
- 5 Millionen starben im Gulag,
- 1,7 Millionen verloren bei der Deportation ihr Leben (von den 7,5 Millionen Deportierten),
- 1 Million umgekommene Kriegsgefangene und deutsche Zivilisten.

Danach ergibt sich eine Gesamtzahl von ungefähr 9 Millionen Opfern der Säuberungen.
Stalins Biograf Dmitri Wolkogonow schätzte dagegen, dass von 1929 bis 1953 19,5 bis 22 Millionen Menschen durch die sogenannten Säuberungen zu Tode kamen.
Gunnar Heinsohn gab eine Zahl von mindestens 20 Millionen Opfern an, davon 4,4 Millionen in den Jahren des „Großen Terrors“ 1936–1939.
Am 13. August 1990 wurden die insgesamt etwa vier Millionen Menschen, die in dem Zeitraum von 1920 bis 1950 von der Repression betroffen waren, offiziell rehabilitiert.

### Einige der prominenten Opfer
Den Säuberungen fielen unter anderem zum Opfer:
- 13 frühere Mitglieder des Politbüros der KPdSU: Bubnow, Bucharin, Kamenew, Kossior, Krestinski, Rudsutak, Rykow, Serebrjakow, Sokolnikow, Sinowjew, Tomski, Trotzki (ermordet in Mexiko), Tschubar und drei Kandidaten des Politbüros (Eiche, Jeschow und Postyschew)
- 98 ehemalige Vollmitglieder oder Kandidaten des Zentralkomitees der KPdSU
- mehr als 15 ehemalige Mitglieder der Regierung (Volkskommissare etc.): soweit nicht schon als Politbüromitglieder aufgeführt u. a. Radek, Jagoda, Krylenko, Brjuchanow, Meschlauk
- 3 von 5 Marschällen der Sowjetunion: Tuchatschewski, Blücher, Jegorow
- 13 von 15 Armeebefehlshabern (3 von 5 KomandArm I. und alle 10 KomandArm II. Ranges)
- alle 16 Politkommissare der Armeen
- 25 von 28 Korpskommissaren
- alle 11 Stellvertreter des Volkskommissars für Verteidigung
- 98 von 108 Mitgliedern des Obersten Militärrats

## Erklärungsversuche
Wie es zu den stalinschen Säuberungen kam und welche Funktion sie im Herrschaftssystem des Stalinismus hatten, ist in der Forschung umstritten. Es wird einerseits für möglich gehalten, dass Stalin von den Verschwörungstheorien, die den Anklagen zugrunde lagen, wirklich überzeugt war – die Ursache also die persönliche Paranoia des „Führers“ der Sowjetunion war, wie er sich damals nannte. Dieser Meinung hängen z. B. Oleg Gordijewski und Christopher Andrew an, die in ihrer Studie über den KGB schreiben, es könne nicht bezweifelt werden, dass „Stalin an seine eigenen Verschwörungstheorien glaubte. Dies gilt, auf die eine oder andere Weise, auch für den größten Teil der Parteihierarchie.“ Der britische Historiker Simon Sebag Montefiore, Autor einer Biographie des jungen Stalin, meint, dass die Mentalität Stalins und anderer Bolschewiki durch ihre Jahre in der Illegalität vor 1917 tief geprägt worden sei. „Konspiration als Haltung und als Praxis, … das Denken in Verschwörungen, geheimen Absichten und Komplotten“ habe Stalin niemals abgelegt.
Dimitri Wolkogonow bezweifelt dagegen, dass Stalin tatsächlich trotzkistische Verschwörer und Agenten des Kapitalismus bekämpfen wollte. Die Säuberungen und die ihnen zugrundeliegenden Verschwörungstheorien seien ursprünglich ein im Kern rationales Kalkül zur äußeren Stabilisierung der Sowjetunion und zur Sicherung der persönlichen Herrschaft gewesen, hätten dann aber eine Eigendynamik gewonnen und auf das Bewusstsein ihres Urhebers zurückgewirkt:

„Die Verfolgungsmaschinerie, die Stalin in den dreißiger Jahren mit voller Kraft wüten ließ, machte nicht nur Funktionäre der unteren Ränge besessen, sondern auch Stalin selbst. Es ist denkbar, dass das Abgleiten zur Idee der Gewalt eine Reihe von Etappen durchlief: Zunächst war es ein Kampf gegen wirkliche Feinde, dann folgte die Vernichtung von persönlichen Gegnern, und schließlich wurde die Gewalt angewendet als Zeichen der persönlichen Ergebenheit gegenüber dem ‚Führer‘.“

Wolkogonow erwähnt noch einen anderen interessanten Teilaspekt zum Hintergrund der Säuberungen. Die Industrieproduktion war zwar gewachsen, allerorts wurden in der Presse große Erfolge in allen Bereichen gemeldet. Tatsächlich herrschte jedoch erkennbar überall Mangel, die Qualität der Erzeugnisse war schlecht, das technische Niveau insgesamt niedrig. Die Kluft zwischen dieser Wirklichkeit und der Propaganda in der Presse wurde immer größer. Um die ständig wachsenden Normen erfüllen zu können, war der massive Einsatz der vorhandenen, oft schlecht gewarteten Ausrüstung und Maschinen sowie überproportional vieler Arbeitskräfte erforderlich. Es musste dabei fast zwangsläufig zu vielen Unfällen und Havarien kommen. In der Presse wurde dann in der Regel Sabotage dafür verantwortlich gemacht. Auch dieser Prozess entwickelte eine Eigendynamik, plötzlich gab es scheinbar überall Saboteure, Diversanten und „Volksfeinde“.
Die deutsche Historikerin Ingeborg Fleischhauer sieht den Massenterror der Säuberungen als Funktion der internationalen Situation der Sowjetunion: Er könne nur vor dem Hintergrund der wachsenden Bedrohung durch das nationalsozialistische Deutschland erklärt werden, das durch seinen Nichtangriffspakt mit Polen im Januar 1934 das Gleichgewicht der Kräfte in Osteuropa zerstört habe. Stalin sei – nicht anders als die führenden Politiker der Westmächte – in den Jahren 1936 bis 1938 vom deutschen Machtzuwachs besorgt gewesen und habe daher zeitgleich versucht, eine möglichst große Homogenität in der Partei und der sowjetischen Gesellschaft in der Unterordnung unter seinen Willen zu erzeugen. In dieser Perspektive „könnten die Maßnahmen Stalins primär unter präventiven und defensiven Gesichtspunkten erfolgt sein“.
Der US-amerikanische Politikwissenschaftler und Historiker Rudolph Joseph Rummel meint dagegen, dass die Säuberungen weder von einer wahnhaften Verschwörungstheorie noch von einem rationalen Kalkül verursacht worden seien. Ursache sei vielmehr die Ideologie des Marxismus, der sich im Besitz der absoluten Wahrheit betrachte und keine Kompromisse kenne. Er benenne das Gute (Kommunismus) und das Böse (Kapitalismus, Feudalismus) und zeige den Weg zur Veränderung der Gesellschaft auf, die sozialistische Diktatur des Proletariats. Der Staat musste demnach im Besitz absoluter Gewalt sein und diese ausüben, um eine „bessere Welt“ zu verwirklichen. Wer auch immer dies zu behindern drohte, musste laut marxistischer Lehre ausgeschaltet werden.